# あんさんぶるスターズ!! ESアイドルソング season1
「あんさんぶるスターズ!! ESアイドルソング season1」（あんさんぶるスターズ アンサンブルスクエア アイドルソング シーズンワン）は、2020年5月27日からリリースされているキャラクターソングCDシリーズ。

## 概要
Happy Elementsが提供する携帯電話ゲーム「あんさんぶるスターズ!!」のキャラクターソングシリーズ「ESアイドルソング」の第1弾。発売元はフロンティアワークス、Happy Elements。
公式サイト上で、「ESアイドルソング Extra Jin & Akiomi」とアプリ主題歌もシリーズに該当しているのでそれらもこちらに掲載する。

## Trickstar
2020年5月27日発売。「ユニットソングCD」から通算すると「Trickstar」の4thシングル。
収録曲
全作詞：こだまさおり
1. BIGBANG REFLECTION!!
作曲・編曲：佐藤純一（fhana）
2. BRAND NEW STARS!!(Trickstar Ver.)
作曲：桑原聖（Arte Refact）、編曲：脇眞富（Arte Refact）
3. BIGBANG REFLECTION!!（カラオケVer.）

## fine
2020年7月29日発売。「ユニットソングCD」から通算すると「fine」の4thシングル。
収録曲
1. The Tempest Night
作詞：松井洋平、作曲・編曲：陶山隼
2. BRAND NEW STARS!!（fine Ver.）
作詞：こだまさおり、作曲：桑原聖（Arte Refact）、編曲：脇眞富（Arte Refact）
3. The Tempest Night（カラオケVer.）

## Eden
2020年8月26日発売。「ユニットソングCD EXTRA」から通算すると「Eden」の2ndシングル。
収録曲
全作詞：こだまさおり
1. 楽園追放 -Faith Conquest-
作曲：SHOW、 編曲：Dirty Orange
2. BRAND NEW STARS!!（Eden Ver.）
作曲：桑原聖（Arte Refact）、編曲：脇眞富（Arte Refact）
3. 楽園追放 -Faith Conquest-（カラオケVer.）

## Ra*bits
2020年9月30日発売。「ユニットソングCD」から通算すると「Ra*bits」の4thシングル。
収録曲
全作詞：こだまさおり
1. Love it Love it
作曲・編曲：古川貴浩
2. BRAND NEW STARS!!（Ra*bits Ver.）
作曲：桑原聖（Arte Refact）、編曲：脇眞富（Arte Refact）
3. Love it Love it（カラオケVer.）

## Double Face
2020年10月28日発売。「Double Face」のデビューCD。
収録曲
1. =EYE=
作詞：こだまさおり、作曲：本田正樹（Dream Monster）、編曲：椿山日南子（Dream Monster）
2. Stippling
作詞：松井洋平、作曲：神田莉緒香、編曲：中村タイチ
3. Secret of Metropolis
作詞：松井洋平、作曲：西寺郷太＆谷口尚久、編曲：谷口尚久＆西寺郷太
4. BRAND NEW STARS!!（Double Face ver.）
作詞：こだまさおり、作曲：桑原聖（Arte Refact）、編曲：脇眞富（Arte Refact）
5. =EYE=（カラオケVer.）
6. Stippling（カラオケVer.）
7. Secret of Metropolis（カラオケVer.）

## Valkyrie
2020年11月25日発売。「ユニットソングCD」から通算すると「Valkyrie」の3rdシングル。
収録曲
全作曲：桑原聖（Arte Refact）
1. Eternal Weaving
作詞：松井洋平、編曲：矢鴇つかさ（Arte Refact）
2. BRAND NEW STARS!!（Valkyrie ver.）
作詞：こだまさおり、編曲：脇眞富（Arte Refact）
3. Eternal Weaving（カラオケVer.）

## Crazy:B
2020年12月23日発売。「ユニットソングCD EXTRA」から通算すると「Crazy:B 」の2ndシングル。
収録曲
1. Honeycomb Summer
作詞：松井洋平、作曲：原田篤（Arte Refact）、編曲：酒井拓也（Arte Refact）
2. PARANOIA STREET
作詞：こだまさおり、作曲：YU＆山田竜平、編曲：YU
3. BRAND NEW STARS!!（Crazy:B ver.）
作詞：こだまさおり、作曲：桑原聖（Arte Refact）、編曲：脇眞富（Arte Refact）
4. Honeycomb Summer（カラオケVer.）
5. PARANOIA STREET（カラオケVer.）

## ALKALOID
2021年1月27日発売。「ユニットソングCD EXTRA」から通算すると「ALKALOID」の2ndシングル。
収録曲
1. Living on the edge
作詞：こだまさおり、作曲：YAS＆小高光太郎、編曲：YAS
2. Distorted Heart
作詞：松井洋平、作曲・編曲：佐藤厚仁（Dream Monster）
3. BRAND NEW STARS!!（ALKALOID ver.）
作詞：こだまさおり、作曲：桑原聖（Arte Refact）、編曲：脇眞富（Arte Refact）
4. Living on the edge（カラオケVer.）
5. Distorted Heart（カラオケVer.）

## UNDEAD
2021年2月24日発売。「ユニットソングCD」から通算すると「UNDEAD」の4thシングル。
収録曲
1. Nightless World
作詞：松井洋平、作曲・編曲：永井正道
2. BRAND NEW STARS!!（UNDEAD ver.）
作詞：こだまさおり、作曲：桑原聖（Arte Refact）、編曲：脇眞富（Arte Refact）
3. Nightless World（カラオケVer.）

## 流星隊
2021年2月24日発売。「ユニットソングCD」から通算すると「流星隊」の4thシングル。
収録曲
全作詞：こだまさおり
1. 彗星HALATION
作曲・編曲：加藤裕介
2. BRAND NEW STARS!!（流星隊 ver.）
作曲：桑原聖（Arte Refact）、編曲：脇眞富（Arte Refact）
3. 彗星HALATION（カラオケVer.）

## 2wink
2021年3月10日発売。「ユニットソングCD」から通算すると「2wink」の4thシングル。
収録曲
1. Fighting Dreamer
作詞：松井洋平、作曲：SHOW＆Dirty Orange、編曲：Dirty Orange
2. BRAND NEW STARS!!（2wink ver.）
作詞：こだまさおり、作曲：桑原聖（Arte Refact）、編曲：脇眞富（Arte Refact）
3. Fighting Dreamer（カラオケVer.）

## 紅月
2021年3月24日発売。「ユニットソングCD」から通算すると「紅月」の4thシングル。
収録曲
全作詞：こだまさおり、全編曲：脇眞富（Arte Refact）
1. 紅月いろは唄
作曲：本多友紀（Arte Refact）
2. BRAND NEW STARS!!（紅月 ver.）
作曲：桑原聖（Arte Refact）
3. 紅月いろは唄（カラオケVer.）

## Knights
2021年4月7日発売。「ユニットソングCD」から通算すると「Knights」の4thシングル。
収録曲
1. Little Romance
作詞：松井洋平、作曲・編曲：UTA
2. BRAND NEW STARS!!（Knights ver.）
作詞：こだまさおり、作曲：桑原聖（Arte Refact）、編曲：脇眞富（Arte Refact）
3. Little Romance（カラオケVer.）

## Switch
2021年5月26日発売。「ユニットソングCD」から通算すると「Switch」の3rdシングル。
収録曲
全作詞：こだまさおり
1. オモイノカケラ
作曲・編曲：毛蟹（LIVE LAB.）
2. BRAND NEW STARS!!（Switch ver.）
作曲：桑原聖（Arte Refact）、編曲：脇眞富（Arte Refact）
3. オモイノカケラ（カラオケVer.）

## Extra Jin & Akiomi
2020年6月24日発売。「ユニットソングCD EXTRA」から通算すると「Jin & Akiomi」（佐賀美陣＆椚章臣）の3rdシングル（「ユニットソングCD EXTRA」の当初は、ユニット名はなかったが、今作以降、名義が「Jin & Akiomi」に固定される）。『ESアイドルソング season1』の「Extra」で、通常シリーズ外の作品。
収録曲
1. あんさんぶる体操!!
作詞：松井洋平、作曲：増田裕子＆平田明子（ケロポンズ）、編曲：伊藤ヒロシ
2. 輝きの中で
作詞：こだまさおり、作曲：宇津本直紀、編曲：葉山たけし
3. BRAND NEW STARS!!（Jin & Akiomi Ver.）
作詞：こだまさおり、作曲：桑原聖（Arte Refact）、編曲：脇眞富（Arte Refact）
4. あんさんぶる体操!!（カラオケVer.）
5. 輝きの中で（カラオケVer.）
6. あんさんぶる体操!!（大人の本音 ver.（ボーナストラック））

## その他
「『あんさんぶるスターズ!!』アプリ主題歌「BRAND NEW STARS!!」」が2020年8月26日発売。ES オールスターズ（「fine」、「Trickstar」、「流星隊」、「ALKALOID」、「Eden」、「Valkyrie」、「2wink」、「Crazy:B」、「UNDEAD」、「Ra*bits」、「紅月」、「Knights」、「Switch」、「MaM」、「Jin ＆ Akiomi」）が歌うアプリ主題歌と、同じく5周年特別楽曲（5th Anniversary song）を収録。『ESアイドルソング season1』シリーズでは各ユニットの歌唱によるバージョン違いのアプリ主題歌が収録されていて、当シングルも公式サイトでは『ESアイドルソング season1』に含まれている。
収録曲
1. BRAND NEW STARS!!
作詞：こだまさおり、作曲：桑原聖（Arte Refact）、編曲：脇眞富（Arte Refact）
2. Walk with your smile
作詞：松井洋平、作曲・編曲：中土智博（APDREAM）
3. BRAND NEW STARS!!（カラオケVer.）
4. Walk with your smile（カラオケVer.）